# Pyrisitia messalina
Pyrisitia messalina är en fjärilsart som först beskrevs av Fabricius 1787.  Pyrisitia messalina ingår i släktet Pyrisitia och familjen vitfjärilar. Inga underarter finns listade.